# キョコロヒー
『キョコロヒー』は、テレビ朝日で2021年4月1日（同年3月31日深夜）から放送されているバラエティ番組であり、齊藤京子とお笑いタレントのヒコロヒーによる冠番組。

## 概要
低音ボイスが特徴の齊藤とヒコロヒーがダンスの魅力を掘り下げていく番組として始まったが、放送途中からコンセプトが「真夜中のヘンテコトークバラエティ」へと変わっている。
元々は『バラバラ大作戦』（水曜第3部）内で放送されていたが、2021年10月改編で、同年10月7日（6日深夜）より放送時間を2時間繰り上げ、木曜未明0:15 - 0:45の放送となった。
ダンスをテーマにする番組になる予定であったが、ヒコロヒーにダンスとの接点がなく毎回中盤までダンスの要素は出てこず、2人のローテンションながら速いテンポでの会話が主な内容であり。ナレーションでは「おやすみ前のちぐはぐトークショー、2人の勢いをそのまま無駄話にそそぐ」とオープニングで紹介されている。
番組を企画したテレビ朝日ディレクターの舟橋政宏によると、もともと舟橋はヒコロヒーがたくさんしゃべれる番組を作りたいと思っていたところへ、深夜枠の『バラバラ大作戦』でダンス番組の企画を募集していたが集まりがよくないということで、無理やり番組を作ろうと思ったのがきっかけである。なお番組内では、「SNS上のダンス動画ブーム」を受けて企画され、検索したところヒコロヒーが学生時代ダンス部であったという記述を観てキャスティングしたとのことだが、第1回放送分で「高校時代は帰宅部」とリサーチ間違いであることを指摘している。二人のトークを進行する声は、舟橋である。
相手の話をしっかり聞いて笑いを作るヒコロヒーに、誰が夜中で話をしたら面白いかを考え、ラジオを聞いて言葉のチョイスが独特で我が道を行っている感じがいいと以前から興味を持っていた齊藤京子を選んだ。舟橋は当初、お互いが寄り添う感じを想定していたが、齊藤の自由奔放さで予定調和にならなかったためにイメージとは異なる番組となったがそれが吉に転がったので、そのノリを立てる方向に番組作りをシフトしていったと語っている。なお齊藤自身もヒコロヒーと噛み合ったトークになると思っていたが、実際に収録してみたら真逆の凸凹トークになるも、それが逆に面白がってくれた結果になったと語り、ヒコロヒーも同意している。
2022年4月からは放送時間に変更はないまま『スーパーバラバラ大作戦』に内包されている。
2022年4月7日放送回で、同年5月24日に番組初のトークイベント「生キョコロヒー！2022初夏〜六本木くる民の集い〜」が開催されることが発表された。2部制となっており、それぞれ生配信と見逃し配信も実施された。
2022年10月には『スーパーバラバラ大作戦』枠の月曜第2部に移動し、テレビ朝日系列全局での放送となる。
2023年2月27日放送回で、同年5月7日にイベント第2弾「生キョコロヒー2023春〜自覚と責任の5000席〜」が開催されることが発表された。会場は東京国際フォーラム ホールAであり、タイトルにもなった「5000席」はそのまま規模と座席数を表している。
2023年5月7日に開催された同イベントで、番組初のゴールデン特番『大キョコロヒー』（おおキョコロヒー）の放送決定が発表された。放送日時は同年6月17日 18:30 - 20:00 。
番組開始当初から収録時、新型コロナウイルス感染症対策による飛沫防止の観点から、MCの齊藤とヒコロヒーの間にはアクリルパネルを貼っていたが、齊藤曰く「ヒコロヒーをアクリル越し以外ではあまり見たことがない」と述べたうえで「ヒコロヒーとロケをしたときに、ヒコロヒーから蹴られたことがあった。つまりアクリルパネルがないと手が出る人という認識」といい、またこのアクリル板は暴力を防ぐための盾であるとともに、髪を直したりメイクをしたりするなどの鏡替わりになるという理由から、2023年4月にマスク着用などの飛沫対策の緩和後もあえてアクリル板を残して収録を行うことになったが、2024年9月23日から2代目セットになったこともあり、撤去された。
2024年4月5日をもって、当番組のMCを務めている齊藤京子が日向坂46を卒業した。なお、日向坂46卒業後も当番組には継続して出演する。齊藤の卒業コンサートにはヒコロヒーも出演し、当番組の企画で制作した『After you!』を披露した。
同年7月8日の放送回で、番組イベント第3弾として「大残暑見舞い in NHKホール 〜生キョコロヒー2024 感謝の集い〜」が開催されることが発表された。
関連して2024年8月19日からエス・エム・エスが運営する「ナース専科転職」CMがテレビ地上波で放送開始された。内容は、ヒコロヒーと齊藤の2人が看護師の先輩と後輩という設定で出演する、本番組を連想させる構成となっている。
2025年2月、同年4月27日に番組イベント第4弾「春のキョコロまつり2025 in 日比谷野音」が開催されることが発表された。
2025年4月1日より放送時間を火曜23時45分からの30分枠に移動した。

## 出演者
MC
- 齊藤京子[注 1]
- ヒコロヒー
- コーナーレギュラー
- いずれも不定期出演。

## 放送リスト

### 2021年
| 回 | 放送日  | トーク | 今日のダンス                                   | ゲスト                                                    | 出典     |
| -- | ------- | --- | ---------------------------------------------- | --------------------------------------------------------- | -------- |
| 1  | 4月1日  | - どういう番組？ - 2人の共通点を探し中 - ヒコさんテーマ曲を作って - 番組テーマソング弾き語り                                                                                        | 芸人の話でコンテンポラリーダンス               | 松本ユキ子                                                | [ * 1 ]  |
| 2  | 4月8日  | - 好きなものを3つ教え合う - イラッとするヒコロヒー - こういう人許せない | TAKAHIRO先生のダンス解説                       | 上野隆博 原西孝幸（FUJIWARA）                             | [ * 2 ]  |
| 3  | 4月15日 | - 恋愛話 - 京子が人の恋愛話に口出し - 呼びたいゲスト - 京子さんが抱える悩み | 定番ダンスエボリューション ジョイマン編        | HAJIME ジョイマン                                         | [ * 3 ]  |
| 4  | 4月22日 | - 放送開始後の反響はどう？ - 誰に観て欲しい？ - イヤな業界人シミュレーション | TikTokで最先端のダンスを学ぼう！               | だむだむだむだむ じゅいや 淳二                            | [ * 4 ]  |
| 5  | 4月29日 | - 京子は変わってる？ - ヒコが京子をプロデュース - 齊藤京子 ある変化に気づく - 京子が諦めた話をもう一度聞こう                                                                        | 芸人の話でコンテンポラリーダンス               | 松本ユキ子                                                | [ * 5 ]  |
| 6  | 5月6日  | - 自分のアイドルらしくない所は？ - ヒコロヒーは変な食事をしてる - 京子の自称・特技「恋愛相談」の腕を磨く                                                                            | 定番ダンスエボリューション はんにゃ編          | HAJIME TSUBASA 沖田貴士 楳若倭文                          | [ * 6 ]  |
| 7  | 5月13日 | - ヒコさんはラーメン嫌い - ラーメン嫌いを克服できる？ - 嬉しい話題！ - 京子バラエティ活躍計画                                                                                       | TAKAHIRO先生のダンス解説                       | 上野隆博                                                  | [ * 7 ]  |
| 8  | 5月20日 | - プライベートの素敵写真見せて - 京子 私生活の写真ゼロ問題 - ヒコさんの負担デカすぎ問題 - 電気が止まったその後に…                                                                   | 番組に苦情があるという岩崎う大                 | 岩崎う大（かもめんたる）                                  | [ * 8 ]  |
| 9  | 5月27日 | - ヒコさんが気づいた衝撃事実 - 京子に起きた悲劇を分析 - 今夜はドンジャンの話していいよ                                                                                              | 食リポの感想をダンスで表現                     | suzuyaka Masashi                                          | [ * 9 ]  |
| 10 | 6月3日  | - 車の代わりにセグウェイはどう？ - 毎回収録場所が変わる - イヤなこと言う京子 - メンバーから反響ある？                                                                               | FUJIWARA原西のギャグBEST3                      | 上野隆博 原西孝幸（FUJIWARA）                             | [ * 10 ] |
| 11 | 6月10日 | - ひろゆきさんお薦めパリのクッキー - バラバラ大選挙作戦会議 - トークってカットされるよね                                                                                            | TAKAHIRO先生のダンス解説                       | 上野隆博                                                  | [ * 11 ] |
| 12 | 6月17日 | - 失敗しようのないタッチの絵 - 互いに友達を紹介しよう - 番組の知名度をあげたい - 選挙の応援                                                                                         | エピソードコンテンポラリー                     | 松本ユキ子                                                | [ * 12 ] |
| 13 | 6月24日 | - テレ朝内を疾走する女 - 京子&ヒコのニュース振り返り - 2人の絆を強めるための企画 - メンバーの話NG疑惑                                                                               | 発掘！ハイブリッドダンサー！                   | AIRFOOTWORKS 佐熊香奈 ザ・ギース                          | [ * 13 ] |
| 14 | 7月1日  | - 足りないスタンプは何だ？ - 2人でルームシェアするならどんな分担？ | ダンサーの日常に密着                           | 松本ユキ子                                                | [ * 14 ] |
| 15 | 7月8日  | - 願い事を書いて発表 - スタッフの短冊をのぞき見 - 京子とヒコ どちらのライブへ⁉︎ - 同じクラスなら友達になってた？                                                                     | ダンスde伝言ゲーム                             | 加藤哲史（とびきり燗） suzuyaka MIHO BROWN                | [ * 15 ] |
| 16 | 7月15日 | - 夏仕様のセットが気に入らない - セグウェイではなく本当は『キントーン』 - TVerのランキングに初めてランクイン - メンバーほんとに観てんのか問題                                       | もういちど踊りたい ～岩崎う大 20年越しの挑戦～ | 岩崎う大（かもめんたる）                                  | [ * 16 ] |
| 17 | 7月22日 | - 選挙の結果をサプライズ報告 - 2人がLINEを交換したっぽい - ヒコロヒーを噛む記者さんに京子のゲラ発動 - 無人島に何を持っていく？                                                      | もういちど踊りたい ～岩崎う大 20年越しの挑戦～ | 岩崎う大（かもめんたる）                                  | [ * 17 ] |
| 18 | 7月29日 | - 梅しそかき氷のお味は - 齊藤さんが最近ヘトヘトらしい - キョコロヒーLINEスタンプ発売正式決定! - 機嫌が悪くなった時 何を言われたら機嫌が直る？                                       | 日本ではあまり知られていない世界の珍しいダンス | ノグチマサフミ ジョイマン                                 | [ * 18 ] |
| 19 | 8月5日  | - かき氷の新たな扉を開こう - バラバラ大選挙の結果発表 その時2人は… - 疑惑の映像を振り返る - 嬉しいお知らせが色々ある                                                                | TAKAHIRO先生のダンス解説                       | 上野隆博                                                  | [ * 19 ] |
| 20 | 8月12日 | - 背筋の凍る話 - 新しい雑誌の取材について - LINEスタンプについてそろそろ決めたい - 出来る範囲で大選挙のお祝いメッセージ                                                             | 世界の珍しいダンスを踊る日本人マイナーダンサー | 酒井靖史                                                  | [ * 20 ] |
| 21 | 8月19日 | - 夏だし手作り風鈴を贈ろう - 夏に対する不満が溜まっている - 「みえる」さんが毎回告知してくれるけどうちは「みえる」の告知をしていない - 過去に言ってしまったことと逃げずに向き合おう | ダンスde伝言ゲーム                             | 加藤哲史（とびきり燗） suzuyaka MIHO BROWN                | [ * 21 ] |
| 22 | 8月26日 | - 「みえる」さんに感謝のお中元 - バラバラフェスの生配信のお話 - 齊藤さんが「きれはし」をほんの少しだけ読む - 河田さん 真ん中に座ってみる？                                          | TAKAHIRO先生 蔵出しVTR                         | 河田陽菜（日向坂46） 上野隆博                             | [ * 22 ] |
| 23 | 9月2日  | - 武内かき氷倶楽部 - 森本サイダーへの意外な意見を発表 - 齊藤京子が目玉焼き作りに成功 - 日々の反省を聞いてみよう                                                                     | 発掘！ハイブリッドダンサー！                   | ブルーリボン サカクラカツミ タイムマシーン ザ・ギース     | [ * 23 ] |
| 24 | 9月9日  | - 齊藤さん欠席のロケVTRを見よう - ヒコさんがダンスde伝言に挑戦 - 今週の気持ちメモ 腹が立ったこと編                                                                                  | 松本さんの「街中ダンス動画」撮影に密着         | 松本ユキ子                                                | [ * 24 ] |
| 25 | 9月16日 | - 愛車に乗らなくなった京子の言い分 - 思う存分愛車に乗る時間 - ヒコさん本に齊藤父が付箋を貼った - ヒコロヒーさんが無許可舞踊 - 一瞬でどんなスタッフか見抜こう                        | 発掘！ハイブリッドダンサー！                   | ELEVENPLAY ワトリー理恩 MIHO BROWN レイザーラモンRG       | [ * 25 ] |
| 26 | 9月23日 | - 武内かき氷倶楽部ファイナル - 日向坂のメンバー達が出たがってて齊藤さんの立場が上がっている - ヒコロヒーさんがananに載っていた - 今週の気持ちメモ 腹が立ったこと編                  | 松本さんに街で踊ってもらう企画                 | 松本ユキ子                                                | [ * 26 ] |
| 27 | 9月30日 | - キョコロヒー視聴者の声 - 最後に言いたいこと | 2時台を締めくくるスペシャルVTR                 | 佐々木久美（日向坂46） ぱいぱいでか美 ヤバイTシャツ屋さん | [ * 27 ] |

| 放送日  | 放送時間       | トーク | ダンス | ロケ                                                                   | 出典     |
| ------- | -------------- | --- | --- | ---------------------------------------------------------------------- | -------- |
| 10月2日 | 23:00 - 翌0:00 | - ヒコロヒーがこの番組のせいで破局 - 佐藤栞里さんに憧れてるのに変わり者キャラに - 第一印象悪い系女子2人 世間の印象は？ - ヒコロヒー 堂々としすぎてる？問題 / 京子 声と話し方ですぐ誤解される！/ 赤ちゃん位ピュアなのに誤解される - ヒコロヒー 人気ドラマの現場で大後悔 - 京子 有吉さんの番組で大反省 / 京子「人生をかけたバラエティ対策」 | - オープニングダンス - 世界的ダンサーがBTS「Butter」を超熱血解説！ - 他ジャンルと掛け合わさった最先端ダンス - 掛け合わせすぎる芸人 ザ・ギース高佐 - 嶋佐はダンスで何を表している？ | - 料理苦手すぎ京子 勘だけで料理ロケ - ヒコロヒーの絶対食リポしないロケ | [ * 28 ] |

| 回 | 放送日   | トーク | 今日のVTR                          | ゲスト                             | 出典     |
| -- | -------- | --- | ---------------------------------- | ---------------------------------- | -------- |
| 1  | 10月7日  | - 街で小峠さんを見かけた話 - 齊藤京子 服屋さんで激オコ - ヒコロヒー キスマーク報道 - 齊藤京子のインタビューが変 - 今週のおまけ 2人が嬉しかった「ネットの声」は？ | TAKAHIRO 日向坂を語る              | つる（太陽の小町）（VTR） 上野隆博 | [ * 29 ] |
| 2  | 10月14日 | - ヘンテコなテレビ欄問題 - 京子&ヒコ私生活で怒ったこと3連発 - スペシャル放送中の2人のLINE - スクープ ヒコロヒーがTwitterで大凡ミス                               | 超大物女優のありがたい言葉         | -                                  | [ * 30 ] |
| 3  | 10月21日 | - 齊藤京子 さんまさんの番組で大暴れ - 食リポで使える決めフレーズを考えよう - 事件発生! ヒコロヒーの一言で京子がガチ凹み                                          | THE FIRST BREAK                    | -                                  | [ * 31 ] |
| 4  | 11月4日  | - 最近のテレビ出演 ガチ反省 - 超人気番組に2人で出演！ - ヒコ考案の遊び「いじわる選手権」 - おまけ 田中みな実さんにスリ寄る京子                                   | 春日から後継者ヒコロヒーへ         | -                                  | [ * 32 ] |
| 5  | 11月11日 | - 京子とふなっしーには物語があった！ - 齊藤京子ツアーの楽屋で号泣事件 - 決め台詞でピンチを切り抜けよう！ - 京子＆ヒコ 最近の悲しかった話                         | THE FIRST BREAK                    | -                                  | [ * 33 ] |
| 6  | 11月18日 | - 齊藤京子 ツアー中 カッチカチに - ヒコロヒー 食リポで大勝負 - 新企画 佐藤栞里クイズ                                                                             | ひな壇で日本一速く立つ方法         | -                                  | [ * 34 ] |
| 7  | 12月2日  | - 一人称でインパクトを残そう - 第2回いじわる選手権 - 今週のおまけ 本官の実践的な使い方を発見                                                                     | THE FIRST BREAK                    | -                                  | [ * 35 ] |
| 8  | 12月9日  | - 控え室での過ごし方講座 - 2人が絶好調すぎるのでチャチャをいれよう - ブランチっぽいことをしてみよう                                                              | 発明王たちがヒコロヒーの為に動く！ | -                                  | [ ※ 1 ]  |
| 9  | 12月16日 | - 差し入れを思う存分食べよう - 番組Instagramを作ろう - 今週のおまけ 番組LINEスタンプの続報                                                                       | 美しい冬のダンスを見よう           | -                                  | [ ※ 2 ]  |

### 2022年
| 回 | 放送日   | トーク | 今日のVTR                                                | ゲスト                                    | 出典              |
| -- | -------- | --- | -------------------------------------------------------- | ----------------------------------------- | ----------------- |
| 10 | 1月6日   | - 今年は快眠できる枕を使おう - 正月放送の「逃走中」（フジテレビ）でヒコ大失態 - 2022年は珍しい特技で目立とう                                                                                       | 今年こそ仲良くなろう                                     | -                                         | [ ※ 3 ]           |
| 11 | 1月13日  | - ヒコロヒーがフライデーされた話 - 取材困難の絶品メシを食べよう - 第3回いじわる選手権 | TAKAHIRO先生 アンジュルムを語る                          | -                                         | [ ※ 4 ]           |
| 12 | 1月20日  | - スカッとする映像でストレスを吹き飛ばそう - 日向坂のライブにヒコロヒーが参戦！ - 最強の「ごめんなさい」ワードを考えよう                                                                           | THE FIRST BREAK                                          | -                                         | [ ※ 5 ]           |
| 13 | 2月3日   | - 粗(1)なんでもチャーハンいざ実食！ - 粗(2)ガチャガチャで雑学ネタをゲット！ - 粗(3)室内でも思い切り豆をまこう - 紅白でキョコロヒーポーズをができなかった理由                                       | 美容マニアが2人の悩みを解決                              | -                                         | [ ※ 6 ]           |
| 14 | 2月10日  | - ヒコロヒーが大晦日に武道館で熱唱 - 芯が強いAD ピザソバ屋さんを見に行く - 各業界で一番怒られている人の話を聞く - キョコロヒー視聴者さんの愛称を考える                                             | THE FIRST BREAK                                          | -                                         | [ ※ 7 ]           |
| 15 | 2月17日  | - フランス人店員さんにザワザワ - 京子がCMの中で可愛すぎ問題 - ヒコロヒー 菅田&瑛太に挟まれる - 差し入れの達人に学ぼう                                                                              | ヒコロヒーの新居を探そう                                 | -                                         | [ ※ 8 ]           |
| 16 | 3月3日   | - いじわるに言い返そう - プロデュースするお店の名前を考えよう - ネットで囁かれているある疑惑 - 京子がつるさんにアドバイス                                                                          | THE FIRST BREAK                                          | -                                         | [ ※ 9 ]           |
| 17 | 3月10日  | - 「怒られる」について考えよう - ストレスを吹き飛ばそう！ - いじわる選手権 - 齊藤さんが得意な謎解きをやってみよう                                                                                  | -                                                        | 登坂淳一                                  | [ ※ 10 ]          |
| 18 | 3月24日  | - ヒコロヒー グラビア進出事件 - 京子がインスタで快進撃 - 各業界で一番怒られている人の話を聞く - 2人の好きな食べものを合体させてみる                                                                | 差し入れの達人に学ぼう                                   | -                                         | [ ※ 11 ]          |
| 19 | 4月7日   | - 爆笑問題 太田さんに質問しまくりSP | -                                                        | 太田光（爆笑問題）                        | [ ※ 12 ] [ ※ 13 ] |
| 20 | 4月14日  | - 謎夫婦の秘密を暴け！質問の達人 - 怒りを歌で浄化しよう！ - いじわるを言い返そう！ | -                                                        | -                                         | [ ※ 14 ]          |
| 21 | 4月21日  | - 推理力を高めよう - 直して欲しいところを言おう | すぐ怒られる人の話を聞こう                               | -                                         | [ ※ 15 ]          |
| 22 | 5月5日   | - 色んな人からクイズをもらおう - いじわるを言い返そう | 満開の桜で松本さんが舞う                                 | -                                         | [ ※ 16 ]          |
| 23 | 5月12日  | - 表参道駅にヒコロヒーの巨大ポスター設置 - 齊藤京子が静養中のイライラを語る - 謎夫婦の秘密を暴け！質問の達人 - イベントのグッズを大公開！                                                          | -                                                        | -                                         | [ ※ 17 ]          |
| 24 | 5月19日  | - 怒られている間に他のことをしよう - イベントのグッズを大公開！ | すぐ怒られる人の話を聞こう                               | -                                         | [ ※ 18 ]          |
| 25 | 6月2日   | - 番組イベント密着SP | -                                                        | （#イベントの参加ゲスト参照）             | [ * 36 ]          |
| 26 | 6月9日   | - 76歳のおじいさんからのお手紙 - TAKAHIRO先生とダンスを見よう 〜Travis Japan編〜 - 世界一簡単？カンペ食リポ - キョコロクイズッス 〜ZAZY編〜                                                        | -                                                        | -                                         | [ ※ 19 ]          |
| 27 | 6月16日  | - 勝俣さんおすすめの差し入れを試食してみよう - 趣味を生かした冠番組を考えよう - 独特の一人称でインタビューを受けよう                                                                               | -                                                        | -                                         | [ ※ 20 ]          |
| 28 | 6月23日  | - すぐ怒られる人の話を聞こう - パンにアレコレ挟んでみよう - いじわるを言い返そう | -                                                        | -                                         | [ ※ 21 ]          |
| 29 | 7月7日   | - 1時間SPの未公開シーンを見よう - トークに合わせて踊ってみよう | -                                                        | -                                         | [ ※ 22 ]          |
| 30 | 7月14日  | - 謎夫婦の秘密を暴け！質問の達人 - 錦鯉さんの話を聞いて学生生活を思い出そう - ナダルさんの話を聞いて齊藤京子の失言を考えよう                                                                       | -                                                        | -                                         | [ * 37 ]          |
| 31 | 7月21日  | - 推理力を高めよう - 夏を好きになってもらおう | -                                                        | 島田秀平                                  | [ ※ 23 ]          |
| 32 | 8月4日   | - パンに良いこと言ってくれる人 1人目 - いじわる選手権 - パンに良いこと言ってくれる人 2人目 | -                                                        | -                                         | [ ※ 24 ]          |
| 33 | 8月11日  | - 街角いじわる つる散歩 - 真夏の野外フェスを振り返ろう - 芸能人の仕事終わりのごはんを見よう | -                                                        | -                                         | [ ※ 25 ]          |
| 34 | 8月18日  | - 弱めのエピソードを良い歌にしてもらおう - 話の腰を折らずに聞こう | -                                                        | 奇妙礼太郎 ソルジャー藤巻                 | [ * 38 ]          |
| 35 | 9月1日   | - 謎解きキョコロヒー - ヒコロヒー再びフライデーされる | -                                                        | 弘中綾香                                  | [ * 39 ]          |
| 36 | 9月8日   | - 言ってみたいセリフ劇場 - 怒られびと〜錦鯉編〜 - 真意不明の話 - 今週の時間帯昇格だより | -                                                        | -                                         | [ ※ 26 ]          |
| 37 | 9月15日  | - 「キョコミカワ」シミュレーション - 最近あった聞いて欲しい話 - 祝全国放送！やりたい企画会議 | -                                                        | みなみかわ                                | [ * 40 ]          |
| 38 | 9月29日  | - 昇格記念！キョコロヒーが世界進出 - 今のうちにピンチに備えよう - お蔵入り企画を成仏させておこう - 齊藤さんのお誕生日を祝おう                                                                      | Tay & New                                                | -                                         | [ ※ 27 ]          |
| 39 | 10月3日  | - ヒコさんの顔面大騒動 - 京子が日向坂46新曲のセンターに - センター初披露の京子に手紙を届けたい | -                                                        | -                                         | [ * 41 ]          |
| 40 | 10月10日 | - お疲れごはん 狩野英孝さん編 - ハマ・オカモトと齋藤飛鳥がいじわる選手権に参戦！ - スーパーバラバラ月曜合体祭り！！ キョコスカさんを連れてきた                                                     | -                                                        | -                                         | [ * 42 ]          |
| 41 | 10月17日 | - ヒコロヒー 人生初クラブで踊りまくりロケ - ヒコロヒー 北欧でロマンスの予感 - 新センター京子の恥ずかしい大迷惑ぶり - ヒコロヒーがおにぎりに大感動                                                  | -                                                        | -                                         | [ * 43 ]          |
| 42 | 10月24日 | - 京子の「話の腰を折るクセ」を改善する企画 - 東ブクロのゴルフ話 ゴルフを好きにさせる殺し文句 - キョコロNEWS ウソ話もネットニュースになるか実験した結果                                             | -                                                        | 東ブクロ（さらば青春の光）                | [ * 44 ]          |
| 43 | 10月31日 | - 街角いじわる つる散歩 - 器デカい海外セレブの金づかいを学ぼう - ヒコロヒー（秘）プライベートが目撃された！                                                                                        | -                                                        | -                                         | [ ※ 28 ]          |
| 44 | 11月7日  | - 京子が狩野英孝さんに弟子入り！花やしき&街ブラロケ - 本質を見抜けるか？『キョコロ王様ゲーム』 | -                                                        | -                                         | [ * 45 ]          |
| 45 | 11月14日 | - 人生で一度は言いたい！普段我慢してる妄想セリフ - キョコロNEWS ヒコロヒーの物件探し、京子の生配信ヘラヘラ事件                                                                                     | -                                                        | イワクラ（蛙亭）                          | [ * 46 ]          |
| 46 | 11月21日 | - 京子・ヒコロヒーくらい無関心な人もW杯が見たくなるSP - カゲセイヤがサッカーの魅力をプレゼン - 日本代表を芸人に例えて覚えよう - 赤ちゃんでもわかるルール解説 - キョコロヒーには豪華過ぎるゲストVTR | -                                                        | せいや（霜降り明星） 影山優佳（日向坂46） | [ * 47 ]          |
| 47 | 11月28日 | - ルイ・ヴィトン推し平田夫妻登場！ - キョコロヒー世界進出計画第2弾！ | NTR Jr.（N・T・ラーマ・ラオ・ジュニア） ラーム・チャラン | -                                         | [ * 48 ]          |
| 48 | 12月5日  | - ヒコロヒーとオリジン弁当の愛憎劇 - 勝手にリサーチ！ちょうどいい喫茶店 | -                                                        | オリジン弁当社員3名                       | [ * 49 ]          |
| 49 | 12月12日 | - 言ってみたいセリフ劇場 - 芸能人の神対応を考えよう - ヒコロヒー 日向坂46ライブに参戦 | -                                                        | -                                         | [ * 50 ]          |
| 50 | 12月19日 | - ヒコロヒーのSNSをフォローしてくれたから研ナオコさんをお招きしましたSP - 絶景VR世界で釣りをして現実逃避しよう                                                                                     | -                                                        | 研ナオコ                                  | [ * 51 ]          |

#### キョコロヒー 1時間SP
| 放送日  | 放送時間       | VTR                                                              | ロケ | 出典     |
| ------- | -------------- | ---------------------------------------------------------------- | --- | -------- |
| 6月29日 | 23:15 - 翌0:15 | - スタジオゲストの上川隆也とともに「恩人へ勝手に爆買いSP」を鑑賞 | - ふたりの恩人への感謝の贈り物を購入 - 京子恩人 藤原紀香、城島茂、壇蜜、白石麻衣、YOASOBI - ヒコ恩人 笑福亭鶴瓶、落合博満、長谷川忍（シソンヌ）、宮嵜守史、一般人・行きつけの喫茶店の方。 - SPゲスト 上川隆也、竹内涼真 | [ * 52 ] |

### 2023年
| 回 | 放送日   | トーク | 出典               |
| -- | -------- | --- | ------------------ |
| 51 | 1月9日   | - 世界最強サンダルを発明したい - 3秒に1回ダジャレ男の衝撃メール公開 - 世の中の変すぎるルール | [ * 53 ]           |
| 52 | 1月16日  | - 言ってみたいセリフ劇場 - なぜ？京子が1年ぶりに激怒！ - ヒコロヒーが切り込む 松竹YouTubeオモんない問題                                                                                                | [ ※ 29 ]           |
| 53 | 1月23日  | - 京子も大好き TAKAHIRO先生とダンスを見よう - 京子&ヒコロヒー お正月の活躍を振り返ろう - 趣味のない京子に推し活を紹介                                                                                  | [ ※ 30 ] [ 注 63 ] |
| 54 | 1月30日  | - 新企画 LINEの相手は誰でしょう？ - ヒコロヒー お正月に小事件発生 - 京子を迎える準備が大変 | [ * 54 ] [ 注 66 ] |
| 55 | 2月6日   | - 言ってみたいセリフ劇場 - 京子の身に起きた怪奇現象？ - 京子 人生のパートナー発見⁉︎ | [ * 55 ]           |
| 56 | 2月13日  | - 佐藤栞里さんを手本に 脱！腰折り女 - 京子・ヒコロヒー 2人で初ご飯 - 番組にまつわる怪現象を調査 | [ * 56 ]           |
| 57 | 2月20日  | - ちょうどいい銭湯 - 嫌なギャル役を上達させよう - 豊川七段のダジャレ日記 | [ * 57 ]           |
| 58 | 2月27日  | - 言ってみたいセリフ劇場 - 番組からの重大発表 | [ * 58 ]           |
| 59 | 3月6日   | - WBCの魅力を伝えるSP - これを観ればWBCを語れる！伝説の名シーン - 球界のキョコロヒーファミリーからVTR！                                                                                                | [ * 59 ]           |
| 60 | 3月13日  | - LINEの相手は誰でしょう？ - ROLAND参戦！いじわる選手権 - ヒコロヒー家で事件発生 | [ * 60 ]           |
| 61 | 3月20日  | - 差し入れの達人 - 2人の仕事であった嬉しいこと | [ * 61 ]           |
| 62 | 3月27日  | - 芸能界一の牡蠣キャラになろう - 嫌なギャル役で目指せ！女優デビュー - 最近起きた何気に大ニュース | [ * 62 ]           |
| 63 | 4月3日   | - 謎多き女の生態を知ろう！クイズ！ヒコロヒー | [ * 63 ]           |
| 64 | 4月10日  | - ヒコロヒーの曲を豪華ゲストが歌う - 3人目のキョコロヒーが超美麗ダンス - 超大物に聞くコンビ仲良しの秘訣                                                                                                | [ * 64 ]           |
| 65 | 4月17日  | - ちょうどいい天然温泉 - 生キョコでやりたいこと | [ * 65 ]           |
| 66 | 4月24日  | - 一度は言ってみたいセリフ劇場 - テレビスタッフへの素朴な疑問 | [ * 66 ]           |
| 67 | 5月1日   | - 背徳の1日 - 最近の2人の活躍ぶりの話 | [ * 67 ]           |
| 68 | 5月8日   | - 脱！腰折り女 サウナ編 - 最近のストレスが爆発！ - あの銘菓の社長からお手紙が！ | [ * 68 ]           |
| 69 | 5月15日  | - 「生キョコロヒー」裏側完全密着SP | [ * 69 ]           |
| 70 | 5月22日  | - LINEの相手は誰でしょう？ - 浜口京子さんのような優しい人になろう | [ * 70 ]           |
| 71 | 5月29日  | - 一度は言ってみたいセリフ劇場 - 京子&ヒコが気になる「あの職業のあのセリフ」 - ウソだらけのインタビュー記事の真相とは？ - ヒコロヒー ドラマの反響が凄すぎる！                                          | [ * 71 ]           |
| 72 | 6月5日   | - いじわる選手権大出演SP - ヒコロヒーついにサウナでととのう？ - アクリル板で作ったアレのお披露目式 | [ * 72 ]           |
| 73 | 6月12日  | - 黒柳徹子さんをどうもてなすか？考えようスペシャル！ | [ * 73 ]           |
| 74 | 6月19日  | - ゴールデンSP延長戦！こんなことまでやってたよ - 徹子先輩 生放送ドラマで大ピンチ - 天海先輩から差し入れの極意を教わろう - 天海先輩とちょうどいい銭湯                                                   | [ * 74 ]           |
| 75 | 6月26日  | - 差し入れの達人 - ととのいたい京子 サウナへ - 今年の夏もあのお知らせ！ | [ * 75 ]           |
| 76 | 7月3日   | - 背徳の1日 - 京子の 目指せ！嫌なギャル女優デビューへの道！〜夏ドラマ編〜 | [ * 76 ]           |
| 77 | 7月10日  | - SUMMER STATIONの番組メニューを考えよう - 大キョコロヒー電波ジャックの裏側 | [ * 77 ]           |
| 78 | 7月24日  | - もしものピンチ対策会議 前半 - TAKAHIRO先生とダンスを見よう - もしものピンチ対策会議 後半 | [ * 78 ]           |
| 79 | 7月31日  | - 言ってみたいセリフ劇場 - 2人の近況報告 キョコロニュース | [ * 79 ]           |
| 80 | 8月15日  | - 今年こそ夏を楽しんでもらおう！SP - 最新夏カルチャーを熱烈プレゼン！ - あの男が登場！キョコロヒー夏の風物詩 - 夏祭りを満喫しよう！                                                                    | [ * 80 ]           |
| 81 | 8月22日  | - 齊藤京子の心理戦欲を発散 - お題ワードトーク - ババ抜き最終決戦 - 武内かき氷倶楽部 | [ * 81 ]           |
| 82 | 8月28日  | - キョコロヒーはバスケW杯を観たくなるか？ - どれくらいルール知ってる？クイズ - 注目選手を芸能人に例えて覚えよう - 選手本人が観てほしいポイント&バスケ界のいじわるを成敗 - 超豪華！あの人からメッセージ | [ * 82 ]           |
| 83 | 9月4日   | - 京子 テレ朝ドラマ主演決定のご報告 - 自称「心理ゲームマスター」京子 刺客との心理バトル延長戦 - 京子リアクションクイズ - お題ワードトーク〜マスター京子編〜                                            | [ * 83 ]           |
| 84 | 9月11日  | - 上川さんと仲良くなろう！SP - ゲーム企画 嘘つき上川さんを見破ろう - 上川さんと一緒に絶品料理を堪能 - 番組開始から2年…新プロジェクト始動！                                                             | [ * 84 ]           |
| 85 | 9月18日  | - 錦鯉・渡辺が行く！ちょうどいいバスツアー - スターになりつつある2人への新企画「生活感クイズ」 | [ * 85 ]           |
| 86 | 9月25日  | - 背徳の1日〜井上咲楽編〜 - お互いの好きなものを薦め合おう - 京子のお誕生日を祝おう | [ * 86 ]           |
| 87 | 10月2日  | - もしものピンチ対策会議 - 楽曲プロジェクト本当に始動！ | [ * 87 ]           |
| 88 | 10月9日  | - 街角いじわる つる散歩〜子役編〜 - 「夏」に続く…最近の“嫌”を語り合う | [ * 88 ]           |
| 89 | 10月16日 | - LINEの相手は誰でしょう？ - 矢口真里さんがハマったモノクイズ - 京子 主演ドラマ現場で恥ずかし大騒ぎ | [ * 89 ]           |
| 90 | 10月23日 | - 嶋佐さんと高級焼肉を堪能 - クイズ！偽物の嶋佐軍団は誰だ？ - 偏見を言い合って仲良くなろう | [ * 90 ]           |
| 91 | 10月30日 | - 差し入れの達人 - 最近起きた自分的事件 - （秘）コラボグッズ発売 | [ * 91 ]           |
| 92 | 11月6日  | - 最新 秋レジャーを熱烈プレゼン - 大好きな矢口真里さんにあれこれ聞いてみよう - 最近起きた自分的事件京子編 - ヒコロヒーの誕生日をお祝いしよう                                                           | [ * 92 ]           |
| 93 | 11月13日 | - もしものピンチ対策会議 - ウエンツ&京子 ドタキャンが許せない！ | [ * 93 ]           |
| 94 | 11月20日 | - 言ってみたいセリフ劇場 - 泥濘の食卓ヒコロヒー出演決定！ | [ * 94 ]           |
| 95 | 11月27日 | - 錦鯉・渡辺が行く！サボりにちょうどいい隠れ家ビル - 齊藤京子 ドラマ撮影中は我慢してたかき氷解禁 - 楽曲プロジェクトに新展開！ついに曲&歌詞が完成                                                       | [ * 95 ]           |
| 96 | 12月4日  | - 街角いじわるつる散歩 - 京子 周りに全く信じてもらえないことを告白 | [ * 96 ]           |
| 97 | 12月11日 | - 距離感の神 モト冬樹さんに教わる芸能界の伝説 - 京子クランクアップ記念！女優感を出してみよう - 楽曲プロジェクト ついにロゴを初解禁                                                                     | [ * 97 ]           |
| 98 | 12月18日 | - 京子リベンジマッチ3番勝負 - 京子タレコミクイズ - NGボックスを見極めろ - ババ抜きの最後の駆け引き - 楽曲プロジェクト MステSUPER LIVE出演決定！                                                        | [ * 98 ]           |

#### 大キョコロヒー
| 放送日  | 放送時間      | トーク | 出典     |
| ------- | ------------- | --- | -------- |
| 6月17日 | 18:30 - 20:00 | - 特別企画 スイーツで徹子先輩をおもてなししよう - 天海祐希伝説 ご本人に確かめよう - 貴重映像が満載！あの伝説は本当？ - 齊藤京子と同じ20代の徹子伝説 - 清水ミチコが証言！コレってホント？徹子伝説 - ヒコロヒーと同じ30代〜の徹子伝説 - 天海さんに悩み相談しよう - 徹子先輩がこの先やってみたいこと | [ * 99 ] |

### 2024年
| 回  | 放送日   | トーク | 出典                 |
| --- | -------- | --- | -------------------- |
| 99  | 1月8日   | - MステSUPER LIVEで歌ってきたぞSP - Mステの出演者に隙を見て差し入れを渡そう！ - 「After you！」MV公開中！撮影の裏側に密着                                                                                          | [ * 100 ]            |
| 100 | 1月15日  | - 話の腰折り女〜釣り編〜 - 楽曲プロジェクト レコーディングに密着！ | [ * 101 ]            |
| 101 | 1月22日  | - 齊藤京子日向坂46卒業発表！ - 君たちはどう生きるか〜ドタキャン編〜 - 食事会で京子の言動にヒコロヒー困惑 - ヒコ タイの大スターと会話したら… - 2/14 CD発売！「After you！」の振付指導に密着                         | [ * 102 ]            |
| 102 | 1月29日  | - 背徳の1日 - 「After you！」のカップリング曲は2人が初作詞！ | [ * 103 ]            |
| 103 | 2月5日   | - キョコロFLIX - 楽曲プロジェクト最新情報 | [ * 104 ]            |
| 104 | 2月12日  | - 天才女優・永尾柚乃ちゃんがやりたいことを叶えよう - 2月14日CD発売「After you！」の特典がいっぱい | [ * 105 ]            |
| 105 | 2月19日  | - 眠れない&寝起きが悪い2人を救いたい - 京子&ヒコVSあまり信用されてない島田秀平 | [ * 106 ]            |
| 106 | 2月26日  | - もしものピンチ対策会議 | [ * 107 ]            |
| 107 | 3月4日   | - 差し入れの達人たち - かき氷しか趣味がない京子の一大事 | [ * 108 ]            |
| 108 | 3月11日  | - 相手は芸能人！LINEの文面から誰かを見抜け - ランジャタイ伝授 京子が芸能界を生き抜く方法 - 「After you！」CD発売記念イベント開催！                                                                                 | [ * 109 ]            |
| 109 | 3月18日  | - 錦鯉・渡辺が行く！レジャーにちょうどいい海岸 - 京子＆ヒコ いくらやっても上達しない○○ - 「実は私…こんな一面があるんです」の話                                                                                     | [ * 110 ]            |
| 110 | 3月25日  | - 街角いじわる つる散歩 | [ * 111 ]            |
| 111 | 4月1日   | - みんなとお友達！長谷川さんのエキスを摂取しよう | [ * 112 ]            |
| 112 | 4月8日   | - ほっとけない事件について本人を追求！ - TAKAHIRO先生とダンスを見よう - 番組初！観覧の皆さんと企画をしてみる | [ * 113 ]            |
| 113 | 4月15日  | - 齊藤京子の日向坂46卒業お祝いSP | [ * 114 ]            |
| 114 | 4月29日  | - 錦鯉 長谷川の「まさのりは知りたいよ」 | [ * 115 ]            |
| 115 | 5月6日   | - ヒコロヒーに伝えたいペヤングのことSP | [ * 116 ]            |
| 116 | 5月13日  | - おひとり様の先輩 - 卒業後のあれこれをまとめて聞こう！ | [ * 117 ]            |
| 117 | 5月20日  | - エレベーターまでのトークを実践してもらおう！ - 同窓会はどこから行く気が無くなる？ | [ * 118 ]            |
| 118 | 5月27日  | - 齊藤京子 背徳の1日 - プライベートで着ない服 - リムジン＆執事 - 8年ぶり爆盛りラーメン - エステを初体験 - 忙しいゆうちゃみと初食事                                                                                 | [ * 119 ]            |
| 119 | 6月3日   | - あの人は何をしゃべってる？ - キョコロデータバンク 100人の「おふざけ写真ポーズ」を分類 | [ * 120 ]            |
| 120 | 6月10日  | - 芸能界もしものピンチ対策会議 - ヒコと仲良し＆京子の憧れ 滝沢カレン登場 | [ * 121 ]            |
| 121 | 6月17日  | - エレベータートークの達人、平野ノラ＆河合郁人が神業を披露！ | [ * 122 ]            |
| 122 | 6月24日  | - 西野創人（コロコロチキチキペッパーズ）の超ストイックな筋トレ生活 | [ * 123 ]            |
| 123 | 7月1日   | - 錦鯉 まさのりさんの素朴な疑問を調査 | [ * 124 ]            |
| 124 | 7月8日   | - 登坂淳一の「まだ無い相場を調べる会」 | [ * 125 ]            |
| 125 | 7月15日  | - ニセヒコロヒーが登場！「メールの相手は誰でしょう？」 | [ * 126 ]            |
| 126 | 7月22日  | - でか美ちゃん＆サツマカワRPG夫妻が登場！ギャガー夫婦誕生なるか！？ | [ * 127 ] [ 注 140 ] |
| 127 | 8月5日   | - キョコロデータバンク第2弾 - フィジーク大会入賞！コロチキ西野が地獄を語る | [ * 128 ] [ 注 141 ] |
| 128 | 8月20日  | - 祝 永尾柚乃ちゃん ドラマ「科捜研の女」出演SP | [ * 129 ]            |
| 129 | 8月26日  | - 錦鯉・渡辺が行く！ちょうどいい避暑地 | [ * 130 ]            |
| 130 | 9月2日   | - 芸能界もしものピンチ対策会議 - ゆうちゃみ実体験 | [ * 131 ] [ 注 142 ] |
| 131 | 9月9日   | - 差し入れの達人たち アニメ制作現場で勝手に頂上決戦SP - 勝俣州和とぼる塾・田辺が差し入れ対決 | [ * 132 ] [ 注 142 ] |
| 132 | 9月16日  | - 生キョコロヒー2024 感謝の集い 裏側完全密着SP | [ * 133 ]            |
| 133 | 9月23日  | - お試し新企画祭り 料理人はどっち？ - 中華の達人 or 普通のおじさん - 名パティシエ or 普通のおじさん - 辛口AP稲田                                                                                                   | [ * 134 ] [ 注 144 ] |
| 134 | 9月30日  | - おひとり様の先輩、かが屋の「カメラの魅力を知ろう」 | [ * 135 ] [ 注 145 ] |
| 135 | 10月7日  | - 大好評企画！素朴な疑問を解消「まさのりは知りたいよ」 - 疑問（1）縄文人は髪や爪をどう切った？ - 疑問（2）セーターは乾燥機でどこまで縮む？ - 疑問（3）犬から電話がきた - 疑問（4）食べられるシャボン玉の仕組み     | [ * 136 ]            |
| 136 | 10月14日 | - 登坂淳一の「まだ無い相場を調べる会」 - すぐ返すのダルいLINE何分まで放置していい？ - 「寝てない自慢」何時間睡眠まで？ - 会議中にさりげなく食べていい食べ物は？ - 数人でのカラオケで「やべっ」となる間奏の長さは？ | [ * 137 ]            |
| 137 | 10月21日 | - 待ち時間繋ぎトーク術 キスマイ宮田＆シソンヌ長谷川の柔と剛 - 達人（1）キスマイ宮田がテクを実演 - 達人（2）シソンヌ長谷川がテクを実演                                                                              | [ * 138 ]            |
| 138 | 10月28日 | - 祝！齊藤さん 免許取得SP - 京子が抱く縄文人のナゾがついに解明！？ | [ * 139 ]            |
| 139 | 11月4日  | - 「街角いじわる つる散歩」タクシードライバーの悩み編 | [ * 140 ]            |
| 140 | 11月11日 | - 興味がなくても野球が好きになるSP | [ * 141 ]            |
| 141 | 11月18日 | - ヒコロヒー思い出の雀荘飯を探せ！ | [ * 142 ]            |
| 142 | 11月25日 | - 緊急事態に備える！もしものピンチ対策会議（矢口真里編） | [ * 143 ]            |
| 143 | 12月2日  | - 錦鯉・渡辺の年末年始に行きたい！栃木県那須の温泉旅 | [ * 144 ]            |
| 144 | 12月9日  | - ラブレターズ塚本が熱弁！ミシンの魅力 | [ * 145 ]            |
| 145 | 12月16日 | - 藤本美貴が今年起こった皆さんの悩みを一刀両断SP | [ * 146 ]            |

### 2025年
| 回  | 放送日  | トーク | 出典                            |
| --- | ------- | --- | ------------------------------- |
| 146 | 1月6日  | - カップやきそば×おにぎり 夢のコラボ商品発表 | [ * 147 ]                       |
| 147 | 1月13日 | - まさのりは知りたいよ 疑問「じゃんけんっ誰が考えたの?」 | [ * 148 ]                       |
| 148 | 1月20日 | - ホームパーティー王ベッキーが極意を伝授!異次元のおもてなし | [ * 149 ]                       |
| 149 | 1月27日 | - 登坂淳一のまだ無い相場を調べる会 | [ * 150 ]                       |
| 150 | 2月3日  | - 予行練習 ヒコロヒー不倫バレ会見！？ - 芸能界を生き抜こう 自作自演トレーニング | [ * 151 ] [ 注 146 ]            |
| 151 | 2月10日 | - お仕事中何を考えてる？ - 映像監督 / パフォーマー / 試食販売員 - 学問の入り口 進化論！青学教授に京子が習う - 「人類に進化した猿」と「しなかった猿」の違いは？ / なぜ「進化」する？ / 人間がこの先も進化したらどんな姿に？                                                          | [ * 152 ]                       |
| 152 | 2月17日 | - 松倉海斗が大暴れ！驚きの交友関係がわかる？異次元の相関図 - トラジャ松倉が大爆発 謎の交友関係に迫る / 持ち込み企画で大暴れ！ / 持ち込み企画 弾き語り | [ * 153 ]                       |
| 153 | 2月24日 | - 激ウマ！都内の最強雀荘メシを探せ | [ * 154 ]                       |
| 154 | 3月3日  | - 役に立つ！？2次会の上手な断り方を教えますSP - 佐藤大樹（FANTASTICS）が実践 / 秋山寛貴（ハナコ）が実践 | [ * 155 ] [ 注 147 ]            |
| 155 | 3月10日 | - 祝4周年！キョコロスター感謝祭SP | [ * 156 ] [ 注 147 ]            |
| 156 | 3月17日 | - 収録を欠席したお詫びに京子がヒコに高級中華料理をごちそうSP | [ * 157 ] [ 注 148 ] [ 注 149 ] |
| 157 | 3月24日 | - 大好評まさのりは知りたいよ。高畑充希さんと清水美依紗さんも登場SP - （1）納豆を混ぜるベスト回数は？ / （2）動物はどれくらい人間の言葉が分かる？ / （3）なぜ深海はあまり解明されてないの？ - もうすぐ番組4周年！新境地ダンスでお祝い - ダンサー松本ユキ子×超器用芸人 ザ・ギース高佐 | [ * 158 ]                       |
| 158 | 4月1日  | - 5年目突入記念！尊敬するダイアンさんが来てくれたSP | [ * 159 ] [ 注 150 ]            |
| 159 | 4月8日  | - 新企画「捨てられないものとお別れの会」 - ゲスト：紅しょうが（稲田美紀、熊元プロレス）、むらきゃみ（Aマッソ） | [ * 160 ]                       |
| 160 | 4月15日 | - ヒコ・京子と密約を結びたい「バラエティー条約会議」 - ゲスト：ネコニスズ（ヤマゲン、舘野忠臣）、ママタルト（檜原洋平、大鶴肥満） | [ * 161 ]                       |
| 161 | 4月22日 | - 「自作自演トレーニング」芸能界に5年ぶりの復帰会見編 - ゲスト：駒井千佳子、岡部大（ハナコ） | [ * 162 ]                       |
| 162 | 4月29日 | - 菊池風磨（timelesz）が登場！芸能界もしものピンチ対策会議 | [ * 163 ]                       |
| 163 | 5月6日  | - 2025春のキョコロまつり裏側密着SP | [ * 164 ]                       |
| 164 | 5月13日 | - 登坂淳一のまだ無い相場を調べる会 | [ * 165 ]                       |
| 165 | 5月20日 | - 営業先で「阿部寛？知らな〜い」怒りのモノマネ芸人いじわる返し - ゲスト：ダンシング☆谷村、JP、都留拓也（ラパルフェ）、つる（太陽の小町） | [ * 166 ]                       |
| 166 | 5月27日 | - 新企画！キョコロバスツアー - ゲスト：島田秀平、森本晋太郎（トンツカタン）、舘野忠臣（ネコニスズ） | [ * 167 ]                       |
| 167 | 6月3日  | - サンリオピューロランドの人気映えスポットベスト3を当てろ - ゲスト：山村紅葉、森本晋太郎（トンツカタン）、国崎和也（ランジャタイ） | [ * 168 ]                       |
| 168 | 6月10日 | - 齊藤京子の思い出のパンナ・コッタを探せ！ | [ * 169 ]                       |
| 169 | 6月17日 | - 納豆！？生卵！？ヨーグルトに合う新相棒探しSP | [ * 170 ]                       |
| 170 | 6月24日 | - 大好評「捨てられないものとお別れの会」 - ゲスト：柏木由紀、草薙航基（宮下草薙）、信子（ぱーてぃーちゃん） | [ * 171 ]                       |
| 171 | 7月1日  | - 新企画「京子の男性芸人とお友達になろう！」 - ゲスト：さや香（石井、新山） | [ * 172 ]                       |

## イベント

### 生キョコロヒー 2022初夏
| イベント開催日     | 見どころ | 出典   |
| ------------------ | --- | ------ |
| 2022年 5月24日 1部 | - おすまし京子VS怒りのヒコロヒー！ - つるさんが大観衆の前でいじわる - 『僕なんか』京子キントーンver. - サトミツさん「S席特典」決定への道のり - 東ブクロさんに突撃＆無茶ぶり！ - 河田陽菜さんが丁寧に京子をイジる - 霜降りせいやさん無双タイム - 『僕なんか』京子×せいやさんver. - 歌うたびに変わるヒコロヒー弾き語り                              | [ 44 ] |
| 5月24日 2部        | - 京子&ヒコロヒー お互いの仕事をイジり合い名勝負 - 森本サイダーさん悲しき大炎上 - 東村芽依さん突撃ロケで新事実発覚！ - まなふぃ&ひよたんタレコミに京子お怒り - ヒコロヒーを知り尽くす男たち きつねが提唱「ヒコちゃんはギャル」説 - 河田さん「ヒコロヒーさんは私が嫌い」？ - ヒコロヒー名曲にトムブラ布川さん乱入！ 24時間テレビばりのエンディング | [ 44 ] |

### 生キョコロヒー 2023春
| イベント開催日 | 見どころ | 出典       |
| -------------- | --- | ---------- |
| 2023年 5月7日  | - 京子＆ヒコ お恥ずかし 登場シーン - 江の島2人旅 ダメ旅行疑惑 - 太陽の小町つる 怒りのお説教 - 旅の残金でバズーカパレード - ヒコロヒーミュージカル 〜オリジン弁当との愛憎劇〜 - 河田＆富田 えげつないタレコミ - 嫌なギャルVS箱の中身 - ランジャタイからのお手紙朗読 - 番組史上最大のサプライズ発表！！ - さらば青春の光と理不尽ゴルフ - クリープハイプ尾崎世界観がオリジナル曲熱唱 | [ ※ 50 ]   |
| 2023年 5月7日  | 豪華追加特典 - クリープハイプ尾崎世界観＆ヒコ リハ風景 - ヒコロヒー 空中ゴンドラ初乗りシーン - 京子＆河田＆富田 完全初出し楽屋トーク - 河田＆富田 こっそり楽屋でもタレコミ - 齊藤京子 自分のVTRに舞台袖でゲラ発動 - 河田＆富田 段取り分からず舞台袖で震える - トムブラ布川 本邦初公開！卵を産む練習 - トムブラ布川 変装中さらば青春の光に見つかる - 尾崎世界観＆トム・ブラウン 仲良し雑談トーク - ランジャタイ 16日遅れで会場に到着！ - 絶対会場に入りたいランジャタイVS絶対止めるAD - ランジャタイが並木アナに手紙の読み方指導 | [ 注 153 ] |

### 生キョコロヒー 2024
| イベント開催日 | 見どころ | 出典     |
| -------------- | --- | -------- |
| 2024年 9月6日  | 第1部（昼の部） 不義理解消の昼 - 日向坂46まりぃ＆ひなのと京子がボロカス言われるかき氷ロケ - ヒコロヒー不義理謝罪ロケが… 喧嘩あり恋ありの意外な方向へ！ - ランジャタイ国崎 地獄の演技指導 in NHKホール - ダジャレ王＆UMA研究家とLINEしよう - 京子 超レア歌唱「月下香」 ダンサー松本さん＆ハープ高佐さんコラボ - 国ちゃん×柚乃ちゃんのショートコント！ 京子が禁断の台場黒 - 潮さんと京子 お久しぶりの対面！              | [ ※ 52 ] |
| 2024年 9月6日  | 第2部（夜の部） パワーアップの夜 - 京子が隠してきたあることを初告白 - 河合郁人さんと超いじわる選手権 まっすー＆タッキーに止まらない反撃？ - オリジン劇団の熱演でいじわる再現 - けん玉対決！謎の達人出現でミラクル！ - 衝撃のトム・ブラウン当てクイズ - 見つかったら奇跡！借り物競走で京子激走 - 今年も爆笑「箱の中身」vsキョコロヒー - 霜降りせいやさん＆ヒコロヒーが名曲熱唱 - トムブラ 謎の早着替え＆潮さん 天然炸裂 | [ ※ 53 ] |

### 春のキョコロまつり2025
| イベント開催日 | 見どころ | 出典     |
| -------------- | --- | -------- |
| 2025年 4月27日 | 主な演目 - プロが撮影&編集! 異常にカッコいいOP映像 - カンヌ女優 齊藤京子が番組に「絶対来ないで!」 - バイきんぐ西村 我慢し続けたジャンベを大演奏 - 錦鯉まさのり 「会場に○○な人いる?」奇跡連発 - 筋肉を褒めて! コロチキ西野 vs 絶対褒めない2人 - 謎の偽キマグレン男がヒコロヒーを公開ナンパ - バイきんぐ西村はテントで何してる? 衝撃の結末 - サプライズ 影山優佳登場も… 真の目的があった! - 錦鯉渡辺 前代未聞の野音脱出&魂の乾杯コール - 奇妙礼太郎 京子&ヒコの文句を美声で歌い上げよう - 夕暮れの野音に響く奇妙礼太郎 奇跡の歌声 - nobodyknows+ 番組テーマ新曲が完成!! - 会場熱狂! nobodyknows+「ココロオドル」 - 京子の名人芸「箱の中身は?」 vs ふなっしー | [ ※ 54 ] |
| 2025年 4月27日 | 追加配信 - 影山優佳&齊藤京子 目指せ最高の乾杯! 極秘ミッションの全貌 - 大久保監督 ROAD TO HIBIYA YAON - サトミツ&岩城D カス会議 | [ ※ 54 ] |

### 楽曲
- キョコロヒー「After you!」（2024年1月1日デジタル配信）[46]

### シングル
| 発売日        | タイトル   | 規格品番   | 収録曲 | 備考            |
| ------------- | ---------- | ---------- | --- | --------------- |
| 2024年2月14日 | After you! | SRCL-12820 | 1. After you! 作詞：秋元康/作曲・編曲：柳沢英樹 2. まぬけのうた 作詞：ヒコロヒー/作曲：ツキダタダシ/編曲：野中“まさ”雄一 3. 月下香 4. After you!(off vocal ver.) 5. まぬけのうた(off vocal ver.) 6. 月下香(off vocal ver.) | オリコン最高7位 |

## ネット局と放送時間

### 「バラバラ大作戦」時代
| 放送対象地域 | 放送局           | 系列           | 放送日時                     | 放送開始                    | 備考   |
| ------------ | ---------------- | -------------- | ---------------------------- | --------------------------- | ------ |
| 関東広域圏   | テレビ朝日（EX） | テレビ朝日系列 | 木曜 2:36 - 2:56（水曜深夜） | 2021年4月1日（3月31日深夜） | 制作局 |

#### 単発放送
- 福島放送（KFB） - 2021年8月26日（25日深夜）、8月27日（26日深夜） 、9月22日（21日深夜）0:50 - 1:10 に放送（放送回不明）。
- 山口朝日放送（yab） - 2021年9月12日（日）15:55 - 16:35 に2回続けて放送（放送回不明）。2022年1月9日（日）16:15 - 16:35に24回を放送。
- 広島ホームテレビ（HOME） - 2021年10月30日（土）16:00 - 16:25 に17回を放送。

### キョコロヒーSP
| 放送対象地域   | 放送局                       | 系列           | 放送日時                                  | ネット状況 | 備考       |
| -------------- | ---------------------------- | -------------- | ----------------------------------------- | ---------- | ---------- |
| 関東広域圏     | テレビ朝日（EX）             | テレビ朝日系列 | 2021年10月2日（土）23:00 - 翌0:00         | 制作局     |            |
| 北海道         | 北海道テレビ（HTB）          | テレビ朝日系列 | 2021年10月2日（土）23:00 - 翌0:00         | 同時ネット |            |
| 青森県         | 青森朝日放送（ABA）          | テレビ朝日系列 | 2021年10月2日（土）23:00 - 翌0:00         | 同時ネット |            |
| 岩手県         | 岩手朝日テレビ（IAT）        | テレビ朝日系列 | 2021年10月2日（土）23:00 - 翌0:00         | 同時ネット |            |
| 宮城県         | 東日本放送（khb）            | テレビ朝日系列 | 2021年10月2日（土）23:00 - 翌0:00         | 同時ネット |            |
| 秋田県         | 秋田朝日放送（AAB）          | テレビ朝日系列 | 2021年10月2日（土）23:00 - 翌0:00         | 同時ネット |            |
| 山形県         | 山形テレビ（YTS）            | テレビ朝日系列 | 2021年10月2日（土）23:00 - 翌0:00         | 同時ネット |            |
| 福島県         | 福島放送（KFB）              | テレビ朝日系列 | 2021年10月2日（土）23:00 - 翌0:00         | 同時ネット |            |
| 新潟県         | 新潟テレビ21（UX）           | テレビ朝日系列 | 2021年10月2日（土）23:00 - 翌0:00         | 同時ネット |            |
| 長野県         | 長野朝日放送（abn）          | テレビ朝日系列 | 2021年10月2日（土）23:00 - 翌0:00         | 同時ネット |            |
| 石川県         | 北陸朝日放送（HAB）          | テレビ朝日系列 | 2021年10月2日（土）23:00 - 翌0:00         | 同時ネット |            |
| 静岡県         | 静岡朝日テレビ（SATV）       | テレビ朝日系列 | 2021年10月2日（土）23:00 - 翌0:00         | 同時ネット |            |
| 中京広域圏     | 名古屋テレビ（メ～テレ/NBN） | テレビ朝日系列 | 2021年10月2日（土）23:00 - 翌0:00         | 同時ネット |            |
| 近畿広域圏     | 朝日放送テレビ（ABC TV）     | テレビ朝日系列 | 2021年10月2日（土）23:00 - 翌0:00         | 同時ネット |            |
| 広島県         | 広島ホームテレビ（HOME）     | テレビ朝日系列 | 2021年10月2日（土）23:00 - 翌0:00         | 同時ネット |            |
| 山口県         | 山口朝日放送（yab）          | テレビ朝日系列 | 2021年10月2日（土）23:00 - 翌0:00         | 同時ネット |            |
| 香川県・岡山県 | 瀬戸内海放送（KSB）          | テレビ朝日系列 | 2021年10月2日（土）23:00 - 翌0:00         | 同時ネット |            |
| 愛媛県         | 愛媛朝日テレビ（eat）        | テレビ朝日系列 | 2021年10月2日（土）23:00 - 翌0:00         | 同時ネット |            |
| 福岡県         | 九州朝日放送（KBC）          | テレビ朝日系列 | 2021年10月2日（土）23:00 - 翌0:00         | 同時ネット |            |
| 長崎県         | 長崎文化放送（NCC）          | テレビ朝日系列 | 2021年10月2日（土）23:00 - 翌0:00         | 同時ネット |            |
| 熊本県         | 熊本朝日放送（KAB）          | テレビ朝日系列 | 2021年10月2日（土）23:00 - 翌0:00         | 同時ネット |            |
| 大分県         | 大分朝日放送（OAB）          | テレビ朝日系列 | 2021年10月2日（土）23:00 - 翌0:00         | 同時ネット |            |
| 鹿児島県       | 鹿児島放送（KKB）            | テレビ朝日系列 | 2021年10月2日（土）23:00 - 翌0:00         | 同時ネット |            |
| 沖縄県         | 琉球朝日放送（QAB）          | テレビ朝日系列 | 2021年10月2日（土）23:00 - 翌0:00         | 同時ネット |            |
| 鳥取県・島根県 | 山陰放送（BSS）              | TBS系列        | 2021年11月2日（火）0:58 - 1:58（1日深夜） | 遅れネット | [ 注 156 ] |

### 木曜未明（水曜深夜）時代
| 放送対象地域   | 放送局                       | 系列           | 放送日時                      | 放送開始日                 | ネット状況               | 備考                                                                           |
| -------------- | ---------------------------- | -------------- | ----------------------------- | -------------------------- | ------------------------ | ------------------------------------------------------------------------------ |
| 関東広域圏     | テレビ朝日（EX）             | テレビ朝日系列 | 木曜 0:15 - 0:45（水曜深夜）  | 2021年10月7日（6日深夜）   | 制作局                   |                                                                                |
| 青森県         | 青森朝日放送（ABA）          | テレビ朝日系列 | 木曜 0:15 - 0:45（水曜深夜）  | 2021年10月7日（6日深夜）   | 同時ネット               | [ 注 157 ]                                                                     |
| 岩手県         | 岩手朝日テレビ（IAT）        | テレビ朝日系列 | 木曜 0:15 - 0:45（水曜深夜）  | 2021年10月7日（6日深夜）   | 同時ネット               |                                                                                |
| 秋田県         | 秋田朝日放送（AAB）          | テレビ朝日系列 | 木曜 0:15 - 0:45（水曜深夜）  | 2021年10月7日（6日深夜）   | 同時ネット               |                                                                                |
| 福島県         | 福島放送（KFB）              | テレビ朝日系列 | 木曜 0:15 - 0:45（水曜深夜）  | 2021年10月7日（6日深夜）   | 同時ネット               |                                                                                |
| 新潟県         | 新潟テレビ21（UX）           | テレビ朝日系列 | 木曜 0:15 - 0:45（水曜深夜）  | 2021年10月7日（6日深夜）   | 同時ネット               |                                                                                |
| 長野県         | 長野朝日放送（abn）          | テレビ朝日系列 | 木曜 0:15 - 0:45（水曜深夜）  | 2021年10月7日（6日深夜）   | 同時ネット               |                                                                                |
| 山口県         | 山口朝日放送（yab）          | テレビ朝日系列 | 木曜 0:15 - 0:45（水曜深夜）  | 2021年10月7日（6日深夜）   | 同時ネット               |                                                                                |
| 石川県         | 北陸朝日放送（HAB）          | テレビ朝日系列 | 木曜 0:15 - 0:48（水曜深夜）  | 2021年10月21日（20日深夜） | 同時刻であるが遅れネット |                                                                                |
| 中京広域圏     | 名古屋テレビ（メ～テレ/NBN） | テレビ朝日系列 | 木曜 0:20 - 0:50（水曜深夜）  | 2021年10月20日（19日深夜） | 遅れネット               | 2022年4月5日までは水曜 0:15 - 0:48（火曜深夜）で2週遅れであった。現在5分遅れ。 |
| 山形県         | 山形テレビ（YTS）            | テレビ朝日系列 | 火曜 0:45 - 1:15（月曜深夜）  | 2021年10月17日（16日深夜） | 遅れネット               | 放送開始から2022年3月までは日曜 23:55 - 翌0:25に放送されていた。               |
| 愛媛県         | 愛媛朝日テレビ（eat）        | テレビ朝日系列 | 火曜 0:50 - 1:20（月曜深夜）  | 2021年10月19日（18日深夜） | 遅れネット               |                                                                                |
| 福岡県         | 九州朝日放送（KBC）          | テレビ朝日系列 | 水曜 0:15 - 0:45（火曜深夜）  | 2021年10月20日（19日深夜） | 遅れネット               |                                                                                |
| 大分県         | 大分朝日放送（OAB）          | テレビ朝日系列 | 金曜 0:50 - 1:20 （木曜深夜） | 2021年10月22日（21日深夜） | 遅れネット               |                                                                                |
| 香川県・岡山県 | 瀬戸内海放送（KSB）          | テレビ朝日系列 | 火曜 0:55 - 1:25（月曜深夜）  | 2021年11月2日（1日深夜）   | 遅れネット               |                                                                                |
| 鹿児島県       | 鹿児島放送（KKB）            | テレビ朝日系列 | 水曜 0:50 - 1:20（火曜深夜）  | 2021年11月17日（16日深夜） | 遅れネット               |                                                                                |
| 鳥取県・島根県 | 山陰放送（BSS）              | TBS系列        | 月曜 0:50 - 1:20（日曜深夜）  | 2021年11月22日（21日深夜） | 遅れネット               | [ 注 156 ]                                                                     |
| 宮城県         | 東日本放送（khb）            | テレビ朝日系列 | 水曜 0:20 - 0:50（火曜深夜）  | 2022年1月5日（4日深夜）    | 遅れネット               | 第5回からレギュラー放送。                                                      |
| 熊本県         | 熊本朝日放送（KAB）          | テレビ朝日系列 | 金曜 0:50 - 1:20 （木曜深夜） | 2022年1月14日（13日深夜）  | 遅れネット               | 第4回からレギュラー放送。                                                      |

#### 単発放送
| 放送対象地域 | 放送局                   | 系列                                         | 放送日時 | 備考                                         |
| ------------ | ------------------------ | -------------------------------------------- | --- | -------------------------------------------- |
| 沖縄県       | 琉球朝日放送（QAB）      | テレビ朝日系列                               | 2021年10月17日（日） 15:10 - 15:40 | 第1回を左記時間に放送。                      |
| 沖縄県       | 琉球朝日放送（QAB）      | テレビ朝日系列                               | 2021年10月27日（水） 0:15 - 0:45（26日深夜） | 第2回を左記時間に放送。                      |
| 静岡県       | 静岡朝日テレビ（SATV）   | テレビ朝日系列                               | 2021年10月26日（火）0:15 - 0:45（25日深夜） 2021年11月23日（火）0:15 - 0:45（22日深夜） 2021年12月21日（火）0:15 - 0:45（20日深夜） 2022年1月25日（火）0:15 - 0:45（24日深夜） | 第1回、第3回、第5回、第8回を左記時間に放送。 |
| 静岡県       | 静岡朝日テレビ（SATV）   | テレビ朝日系列                               | 2021年10月27日（水）0:15 - 0:45（26日深夜） 2021年11月24日（水）0:15 - 0:45（23日深夜） 2022年1月26日（水）0:15 - 0:45（25日深夜）                                             | 第2回、第4回、第9回を左記時間に放送。        |
| 静岡県       | 静岡朝日テレビ（SATV）   | テレビ朝日系列                               | 2021年12月29日（水）0:20 - 0:50（28日深夜） | 第6回を左記時間に放送。                      |
| 静岡県       | 静岡朝日テレビ（SATV）   | テレビ朝日系列                               | 2022年1月4日（火）0:15 - 0:45（3日深夜） | 第7回を左記時間に放送。                      |
| 長崎県       | 長崎文化放送（NCC）      | テレビ朝日系列                               | 2021年11月14日（日）0:30 - 1:00（13日深夜） | 第3回を左記時間に放送。                      |
| 北海道       | 北海道テレビ（HTB）      | テレビ朝日系列                               | 2021年12月17日（金）0:50 - 1:20（16日深夜） | 第2回を左記時間に放送。                      |
| 北海道       | 北海道テレビ（HTB）      | テレビ朝日系列                               | 2021年12月24日（金） 0:55 - 1:25（23日深夜） | 第3回を左記時間に放送。                      |
| 北海道       | 北海道テレビ（HTB）      | テレビ朝日系列                               | 2022年1月23日（日）15:25 - 15:55 | 第4回を左記時間に放送。                      |
| 広島県       | 広島ホームテレビ（HOME） | テレビ朝日系列                               | 2021年12月24日（金）0:15 - 0:45（23日深夜） | 第1回を左記時間に放送。                      |
| 広島県       | 広島ホームテレビ（HOME） | テレビ朝日系列                               | 2022年1月12日（水）0:20 - 0:50（11日深夜） | 第2回を左記時間に放送。                      |
| 近畿広域圏   | 朝日放送テレビ（ABC TV） | テレビ朝日系列                               | 2021年10月31日（日）1:30 -2:00（30日深夜） 2021年12月5日（日）1:30 - 2:00（4日深夜） 2022年1月9日 1:30 - 2:00（8日深夜）                                                       | 第1回 、第2回、第3回を左記時間に放送。       |
| 近畿広域圏   | 朝日放送テレビ（ABC TV） | テレビ朝日系列                               | 2022年3月20日（日）23:55 - 翌0:25 | 第4回を左記時間に放送。                      |
| 近畿広域圏   | 朝日放送テレビ（ABC TV） | テレビ朝日系列                               | 2022年4月3日（日）0:05 - 0:35（2日深夜） 2022年4月10日（日）0:05 - 0:35（9日深夜）                                                                                             | 第5回、第6回を左記時間に放送。               |
| 宮崎県       | テレビ宮崎（UMK）        | フジテレビ系列 日本テレビ系列 テレビ朝日系列 | 平日・土曜日の午前中や土日の夕方を中心に不定期放送 | 放送回不明。                                 |

### 月曜時代
| 放送対象地域   | 放送局                       | 系列                                         | 放送日時                     | ネット状況    | 備考       |
| -------------- | ---------------------------- | -------------------------------------------- | ---------------------------- | ------------- | ---------- |
| 関東広域圏     | テレビ朝日（EX）             | テレビ朝日系列                               | 月曜 23:45 - 翌0:15          | 制作局        | 制作局     |
| 北海道         | 北海道テレビ（HTB）          | テレビ朝日系列                               | 月曜 23:45 - 翌0:15          | 同時ネット    |            |
| 青森県         | 青森朝日放送（ABA）          | テレビ朝日系列                               | 月曜 23:45 - 翌0:15          | 同時ネット    |            |
| 岩手県         | 岩手朝日テレビ（IAT）        | テレビ朝日系列                               | 月曜 23:45 - 翌0:15          | 同時ネット    |            |
| 宮城県         | 東日本放送（khb）            | テレビ朝日系列                               | 月曜 23:45 - 翌0:15          | 同時ネット    |            |
| 秋田県         | 秋田朝日放送（AAB）          | テレビ朝日系列                               | 月曜 23:45 - 翌0:15          | 同時ネット    |            |
| 山形県         | 山形テレビ（YTS）            | テレビ朝日系列                               | 月曜 23:45 - 翌0:15          | 同時ネット    |            |
| 福島県         | 福島放送（KFB）              | テレビ朝日系列                               | 月曜 23:45 - 翌0:15          | 同時ネット    |            |
| 新潟県         | 新潟テレビ21（UX）           | テレビ朝日系列                               | 月曜 23:45 - 翌0:15          | 同時ネット    |            |
| 長野県         | 長野朝日放送（abn）          | テレビ朝日系列                               | 月曜 23:45 - 翌0:15          | 同時ネット    |            |
| 石川県         | 北陸朝日放送（HAB）          | テレビ朝日系列                               | 月曜 23:45 - 翌0:15          | 同時ネット    |            |
| 静岡県         | 静岡朝日テレビ（SATV）       | テレビ朝日系列                               | 月曜 23:45 - 翌0:15          | 同時ネット    |            |
| 中京広域圏     | 名古屋テレビ（メ～テレ/NBN） | テレビ朝日系列                               | 月曜 23:45 - 翌0:15          | 同時ネット    |            |
| 広島県         | 広島ホームテレビ（HOME）     | テレビ朝日系列                               | 月曜 23:45 - 翌0:15          | 同時ネット    |            |
| 山口県         | 山口朝日放送（yab）          | テレビ朝日系列                               | 月曜 23:45 - 翌0:15          | 同時ネット    |            |
| 香川県・岡山県 | 瀬戸内海放送（KSB）          | テレビ朝日系列                               | 月曜 23:45 - 翌0:15          | 同時ネット    |            |
| 愛媛県         | 愛媛朝日テレビ（eat）        | テレビ朝日系列                               | 月曜 23:45 - 翌0:15          | 同時ネット    |            |
| 福岡県         | 九州朝日放送（KBC）          | テレビ朝日系列                               | 月曜 23:45 - 翌0:15          | 同時ネット    |            |
| 長崎県         | 長崎文化放送（NCC）          | テレビ朝日系列                               | 月曜 23:45 - 翌0:15          | 同時ネット    |            |
| 熊本県         | 熊本朝日放送（KAB）          | テレビ朝日系列                               | 月曜 23:45 - 翌0:15          | 同時ネット    |            |
| 大分県         | 大分朝日放送（OAB）          | テレビ朝日系列                               | 月曜 23:45 - 翌0:15          | 同時ネット    |            |
| 鹿児島県       | 鹿児島放送（KKB）            | テレビ朝日系列                               | 月曜 23:45 - 翌0:15          | 同時ネット    |            |
| 沖縄県         | 琉球朝日放送（QAB）          | テレビ朝日系列                               | 月曜 23:45 - 翌0:15          | 同時ネット    |            |
| 近畿広域圏     | 朝日放送テレビ（ABC TV）     | テレビ朝日系列                               | 火曜 1:02 - 1:32（月曜深夜） | 1時間17分遅れ | [ 注 162 ] |
| 鳥取県・島根県 | 山陰放送（BSS）              | TBS系列                                      | 月曜 0:50 - 1:20（日曜深夜） | 遅れネット    | [ 注 156 ] |
| 宮崎県         | テレビ宮崎(UMK）             | フジテレビ系列 日本テレビ系列 テレビ朝日系列 | 不定期放送                   | 不定期放送    |            |

### 火曜時代
| 放送対象地域   | 放送局                       | 系列                                         | 放送日時                          | ネット状況     | 備考              |
| -------------- | ---------------------------- | -------------------------------------------- | --------------------------------- | -------------- | ----------------- |
| 関東広域圏     | テレビ朝日（EX）             | テレビ朝日系列                               | 火曜 23:45 - 翌0:15               | 制作局         | 制作局            |
| 北海道         | 北海道テレビ（HTB）          | テレビ朝日系列                               | 火曜 23:45 - 翌0:15               | 同時ネット     |                   |
| 青森県         | 青森朝日放送（ABA）          | テレビ朝日系列                               | 火曜 23:45 - 翌0:15               | 同時ネット     |                   |
| 岩手県         | 岩手朝日テレビ（IAT）        | テレビ朝日系列                               | 火曜 23:45 - 翌0:15               | 同時ネット     |                   |
| 宮城県         | 東日本放送（khb）            | テレビ朝日系列                               | 火曜 23:45 - 翌0:15               | 同時ネット     |                   |
| 秋田県         | 秋田朝日放送（AAB）          | テレビ朝日系列                               | 火曜 23:45 - 翌0:15               | 同時ネット     |                   |
| 山形県         | 山形テレビ（YTS）            | テレビ朝日系列                               | 火曜 23:45 - 翌0:15               | 同時ネット     |                   |
| 福島県         | 福島放送（KFB）              | テレビ朝日系列                               | 火曜 23:45 - 翌0:15               | 同時ネット     |                   |
| 新潟県         | 新潟テレビ21（UX）           | テレビ朝日系列                               | 火曜 23:45 - 翌0:15               | 同時ネット     |                   |
| 長野県         | 長野朝日放送（abn）          | テレビ朝日系列                               | 火曜 23:45 - 翌0:15               | 同時ネット     |                   |
| 石川県         | 北陸朝日放送（HAB）          | テレビ朝日系列                               | 火曜 23:45 - 翌0:15               | 同時ネット     |                   |
| 静岡県         | 静岡朝日テレビ（SATV）       | テレビ朝日系列                               | 火曜 23:45 - 翌0:15               | 同時ネット     |                   |
| 中京広域圏     | 名古屋テレビ（メ～テレ/NBN） | テレビ朝日系列                               | 火曜 23:45 - 翌0:15               | 同時ネット     |                   |
| 広島県         | 広島ホームテレビ（HOME）     | テレビ朝日系列                               | 火曜 23:45 - 翌0:15               | 同時ネット     |                   |
| 山口県         | 山口朝日放送（yab）          | テレビ朝日系列                               | 火曜 23:45 - 翌0:15               | 同時ネット     |                   |
| 香川県・岡山県 | 瀬戸内海放送（KSB）          | テレビ朝日系列                               | 火曜 23:45 - 翌0:15               | 同時ネット     |                   |
| 愛媛県         | 愛媛朝日テレビ（eat）        | テレビ朝日系列                               | 火曜 23:45 - 翌0:15               | 同時ネット     |                   |
| 福岡県         | 九州朝日放送（KBC）          | テレビ朝日系列                               | 火曜 23:45 - 翌0:15               | 同時ネット     |                   |
| 長崎県         | 長崎文化放送（NCC）          | テレビ朝日系列                               | 火曜 23:45 - 翌0:15               | 同時ネット     |                   |
| 熊本県         | 熊本朝日放送（KAB）          | テレビ朝日系列                               | 火曜 23:45 - 翌0:15               | 同時ネット     |                   |
| 大分県         | 大分朝日放送（OAB）          | テレビ朝日系列                               | 火曜 23:45 - 翌0:15               | 同時ネット     |                   |
| 鹿児島県       | 鹿児島放送（KKB）            | テレビ朝日系列                               | 火曜 23:45 - 翌0:15               | 同時ネット     |                   |
| 沖縄県         | 琉球朝日放送（QAB）          | テレビ朝日系列                               | 火曜 23:45 - 翌0:15               | 同時ネット     |                   |
| 近畿広域圏     | 朝日放送テレビ（ABC TV）     | テレビ朝日系列                               | 水曜 1:39 - 2:15（火曜深夜）      | 1時間54分遅れ  | [ 61 ] [ 注 163 ] |
| 鳥取県・島根県 | 山陰放送（BSS）              | TBS系列                                      | 木曜 0:58 - 1:28（水曜深夜）      | 29日遅れネット | [ 62 ] [ 注 156 ] |
| 宮崎県         | テレビ宮崎(UMK）             | フジテレビ系列 日本テレビ系列 テレビ朝日系列 | 土曜 10:30 - 11:00 ほか不定期放送 | 不定期放送     |                   |

## スタッフ
凡例：† - 2021年10月より加入、● - 2022年10月より加入、§ - 2025年4月より加入、★ - 2025年7月より加入
- ナレーション - 内田紅多（人間横丁）[※ 49][63][注 164]
- 構成 - 佐藤満春、渡辺佑欣、上野優人（上野→§） / 都築浩（都築→●）
- 技術 - 荒木智志
- 音声（†） - 長島大輔（†）
- 技術（†） - ARKS（†）
- 照明（†） - 木内聡（†）
- 美術（†） - 北浦浩一郎（†）
- デザイナー（†） - 前田香織（†）
- 美術進行 - 青羽亮（●）
- 大道具（†） - 鈴木慎司（§）
- イラスト（†） - タテノカズヒロ（†）
- ロゴデザイン（†） - 森倉ヒロキ（†）
- メイク - 川口カツラ店
- EED - 朝倉拓哉（●）
- MA - 河合崇充
- 音効 - 山下洋樹
- 編成 - 高橋佑輔、北見駿也（共に★）
- 宣伝（†）- 呉心怡（§）
- デスク - 永野智子
- 制作スタッフ - 太田南渚子、松本唯奈、岸本しおん、山﨑雛子、板倉寛太、不老結麻（松本・岸本・山﨑→●、板倉・不老→§）
- ディレクター - 増井政憲、松田峻一、武内陽香、藤原康隼、勝部美帆、品田尚孝、岩城渚（増井・武内→†、また武内はバラバラ大作戦時代は制作スタッフ、松田・品田・勝部→●、岩城→以前は制作スタッフ）
- アシスタントプロデューサー - 渡邊優子
- 演出 - 舟橋政宏
- プロデューサー - 遠藤由一郎（●）、冨澤有人（★）、市岡まさひこ（トップシーン→†）、濱本真治（東通企画→●）
- ゼネラルプロデューサー - 菅原悠平（★）
- 制作協力（†） - 東通企画、トップシーン（共に†）
- 制作 - テレビ朝日ビジネスソリューション本部 コンテンツ編成局第2制作部
- 制作著作 - テレビ朝日

### 過去のスタッフ
- ナレーション - 並木万里菜（テレビ朝日アナウンサー）[64][注 165]
- 編成 - 北田暢子、小宮立千、泉良樹、熊谷和也（共に†）、土井泰樹（§）、安部旭紘（●）
- EED - 渡辺周一（†）
- MA - 古瀬祥太（●）
- 美術進行 - 寺岡悠介
- 大道具（†） - 原和輝（†）、岩崎琢真（●）
- 宣伝（†） - 佐々木麻衣（†）、五色智哉、川越悠平（共に●）
- 制作スタッフ - 石川嘉音、叶野優奈、松平丈生、平野佑奈、佐藤秦生（叶野以降→●）
- ディレクター - 飯山恭生（飯山→†）、細田翔太郎
- プロデューサー - 山田健史、小川真紀（小川→†）
- ゼネラルプロデューサー - 奥田創史

### バラバラ大作戦時代のスタッフ
- ナレーション - 並木万里菜（テレビ朝日アナウンサー）
- 構成 - 佐藤満春、渡辺佑欣
- 技術 - 荒木哲志、三好陽人
- 美術進行 - 寺岡悠介
- メイク - 川口カツラ店
- EED - 書間崇史
- MA - 河合崇充
- 音効 - 山下洋樹
- 編成 - 岡村地郎、林智乃
- デスク - 永野智子
- 制作スタッフ - 武内陽香、奥出樹、岩城渚、中間卓巳
- ディレクター - 細田翔太郎、野尻由紀子、藤原康隼
- アシスタントプロデューサー - 渡邊優子
- 演出 - 舟橋政宏
- プロデューサー - 山田健史
- ゼネラルプロデューサー - 奥田創史
- 制作著作 - テレビ朝日

#### 過去のスタッフ
- 音効 - 小田切暁

## 評価
- ライターの戸部田誠は独特なチグハグな感じが、これまで感じたことのないグルーブを生んでいるのではないかと評価している[65]。
  - 2021年を振り返って、戸井田は「僕は“番組内コンビ”みたいなのが好きなんですが〈中略〉そういう意味で『キョコロヒー』のヒコロヒー×齊藤京子のチグハグコンビは発見だなあと思ってます」と評価している[66]。
  - 2022年10月からの23時台移動の初回を視聴して、「この唯一無二な噛み合わないトークがやはり最高」と評価している[67]。
- 『バラバラ大作戦』の中で一番面白い番組を決める「バラバラ大選挙」では、視聴者投票1位という好成績を収めた[68]。
- 文筆家の三宅香帆は人気の秘密としてヒコロヒーと齊藤のトークが、今までにないものだったからではないだろうかと指摘している[69]。同じく2人の関係性を、クラスで「なんで仲いいんだろう」と噂されるような組み合わせとも評している[69]。
- ライターのヒラギノ游ゴは本番組はもとより、「『シンパイ賞!!』僕も大好きです。『キョコロヒー』も『激レアさん』もそうですが、舟橋（政宏）さんのファンなんです」とディレクターである舟橋政宏の担当番組全般を評価している[66]。
- 2022年4月4日から開始したスーパーバラバラ大作戦に向けて、TVerにて『スーパーバラバラ大作戦 神回セレクション』企画が始動。枠内の9番組がそれぞれ厳選した放送回が、期間限定で配信される[22]。「番組スタッフが選ぶベスト3」として、#3、#7、#11の3つの回が選ばれた[22][※ 58]。#14で放送した、キョコロヒー視聴者の愛称のひとつ「TVer回し民」がTVer関係者の目にとまり、スペシャル動画の逆オファーがあったことも明かされた[70][71][※ 59]。
- 『an・an』2022年7月27日号では「いまどきバディの関係性」というコーナーに相方（バディ）として2人の関係性が取り上げられた[72]。
- 『あたらしいテレビ』（2023年1月1日、NHK総合）にて、放送内ではテレビプロデューサー 佐久間宣行が[73]、また放送終了後に番組ウェブページが更新され番組司会者の1人である杉浦友紀（NHKアナウンサー）が本番組を挙げている[74]。
- テレビ朝日が2023年3月に公表した「新経営計画2023-2025」では、番組イベントの更なる強化として本番組を含む複数の番組[注 166]の「成功体験を活かし自社IPを最大限活用する」として紹介された[75]。
- 放送倫理・番組向上機構（BPO）の「テレビ局が薦める『青少年へのおすすめ番組』」に、2023年6月放送のゴールデンSP回が挙げられた[76]。